# ロート・アム・ゼー
ロート・アム・ゼー (ドイツ語: Rot am See) は、ドイツ連邦共和国バーデン＝ヴュルテンベルク州シュヴェービッシュ・ハル郡に属す町村（以下、本項では便宜上「町」と記述する）。

## 地理

### 位置
ロート・アム・ゼーはホーエンローエ平野の東に位置する。

### 隣接する自治体
北はブラウフェルデン、東はバイエルン州のローテンブルク・オプ・デア・タウバー、インジンゲン、ヴェトリンゲンおよびシュネルドルフ（いずれもアンスバッハ郡）、南はヴァルハウゼンとキルヒベルク・アン・デア・ヤクスト、そして西はゲーラブロンと境を接する。

### 自治体の構成
町全体の名前となっているロート・アム・ゼー地区の他、バイムバッハ（小集落ヘロルツ・ハウゼンを含む）、ブレットハイム、ハウゼン・アム・バッハ、ロイバッハの各地区がこの自治体に含まれる。

## 歴史
1139年にロートは初めて文献上で言及されている。1333年から1345年頃に、ゼーバッハ川付近に市壁が築かれたことで水が堰き止められ湖となった。この人造湖が村に簡潔明瞭な名前をもたらした。この湖は、1757年に再び干拓されて消滅したが、名前はそのまま残った。1645年にアンスバッハ侯領のローベンハウゼン・アムト（地方行政府）の首邑となった。1806年から1810年までの短期間バイエルン領となったが、その後ヴュルテンベルク領となった。

### 市町村合併
バーデン＝ヴュルテンベルク州の市町村再編に時代に、それまで独立した自治体であった4つの町村がロート・アム・ゼーに合併した。
- 1972年2月1日　ロイバッハ
- 1972年4月1日　ハウゼン・アム・バッハ
- 1973年1月1日　ブレットハイム
- 1974年1月1日　バイムバッハ

## 行政
この町は、ブレッタハ／ヤクスト行政共同体に参加している。

### 友好都市
- Weyersheim（フランス、バ＝ラン県）
- Chatte（フランス、イゼール県）

## 文化と見所

### 年中行事
ムスドルフ地区で毎年10月に開催される "Muswiese"（ムスヴィーゼ）は、12世紀から続くホーエンローエ地方で最も古く最も大きな定期市である。
バイムバッハ地区では、毎年8月後半にバルトロマイ市場が開催される。
毎年7月の最終週末（金曜から日曜）にムスドルフ地区の乗馬場近く（ムスヴィーゼの会場付近）でホーエンローエ乗馬イベントが開催される。

## 引用
1. ↑  Statistisches Landesamt Baden-Württemberg – Bevölkerung nach Nationalität und Geschlecht am 31. Dezember 2023 (CSV-Datei)